# Srđan Plavšić
Srđan Plavšić (in serbo Срђан Плавшић?; 3 dicembre 1995) è un calciatore serbo, centrocampista del Baník Ostrava in prestito dal Raków Częstochowa.

## Caratteristiche tecniche
Mediano, può giocare come esterno o ala sinistra.

## Palmarès

### Club

#### Competizioni nazionali
- Campionato serbo: 1

Stella Rossa: 2015-2016
- Coppa della Repubblica Ceca: 1

Sparta Praga: 2019-2020